# HMS Hurtig (87)
HMS Hurtig (87) är en bevakningsbåt i svenska marinen av Tapper-klass. HMS Hurtig var tidigare placerad på Sjöinfokompani Härnösand under Sjöinformationsbataljonen som tillhörde Marinbas Ost, Muskö (MBO).
Sjöinfokampani Härnösand avvecklades 31 december 2008. HMS Hurtig är numera baserad vid Berga örlogsbas och tillhör 4. sjöstridsflottiljen.